# Coenophila kieferi
Coenophila kieferi är en fjärilsart som beskrevs av Hans Rebel 1912. Coenophila kieferi ingår i släktet Coenophila och familjen nattflyn. Inga underarter finns listade i Catalogue of Life.